# Bahodir Jalolov
Bahodir Jalolov (8 luglio 1994) è un pugile uzbeko.

## Palmarès
- Giochi olimpici

Tokyo 2020: oro nei pesi supermassimi.
Parigi 2024: oro nei pesi supermassimi.
- Campionati mondiali

Doha 2015: bronzo nei pesi supermassimi.
Ekaterinburg 2019: oro nei pesi supermassimi.
- Campionati asiatici

Tashkent 2017: oro nei pesi supermassimi.